# Municipio de Elm Grove (Illinois)
El municipio de Elm Grove (en inglés: Elm Grove Township) es un municipio ubicado en el condado de Tazewell en el estado estadounidense de Illinois. En el año 2020 tenía una población de 2949 habitantes y una densidad poblacional de 31,61 personas por km².

## Geografía
El municipio de Elm Grove se encuentra ubicado en las coordenadas 40°31′35″N 89°33′2″O / 40.52639, -89.55056. Según la Oficina del Censo de los Estados Unidos, el municipio tiene una superficie total de 93.28 km², de la cual 93.27 km² corresponden a tierra firme y (0.01%) 0.01 km² es agua.

## Demografía
Según el censo de 2010, había 3093 personas residiendo en el municipio de Elm Grove. La densidad de población era de 33,16 hab./km². De los 3093 habitantes, el municipio de Elm Grove estaba compuesto por el 98.22% blancos, el 0.32% eran afroamericanos, el 0.1% eran amerindios, el 0.26% eran asiáticos, el 0.03% eran isleños del Pacífico, el 0.26% eran de otras razas y el 0.81% pertenecían a dos o más razas. Del total de la población el 1.65% eran hispanos o latinos de cualquier raza.